# كفر سليمان
كفر سليمان إحدى قرى مركز بسيون التابع لمحافظة الغربية بجمهورية مصر العربية.

## التاريخ
تكونت القرية في سنة 1260 هجري باسم كفر سليمان الشرقاوي فصلا عن أسديمة ثم ورد باسم كفر سليمان اللوح في سنة 1275 هجري ثم حذفت من اسمه كلمة اللوح في سنة 1870 ميلادي. أعيد إليها لقب اللوح في عام 1900 ووردت به في تعداد 1907 و1927 ثم حذفت من اسمه في التعددات اللاحقة.

## السكان
بلغ عدد سكان كفر سليمان 5259 نسمة حسب تقدير عام 2018.
| السنة  | 1882 | 1897 | 1907 | 1927 | 1947 | 1960 | 1976 | 1986 | 1996 | 2006  | 2018 |
| ------ | ---- | ---- | ---- | ---- | ---- | ---- | ---- | ---- | ---- | ----- | ---- |
| القرية | 953  | 1073 | 1196 | 1314 | 1280 | 1594 | 2247 | 2970 | 3542 | 4,106 | 5259 |